# Округ Луис и Кларк (Монтана)
Луис и Кларк (енгл. Lewis and Clark County) је округ у америчкој савезној држави Монтана.

## Демографија
По попису из 2010. године број становника је 63.395, што је 7.679 (13,8%) становника више него 2000. године.
| Група             | 2000.          | 2010.          |
| Белци             | 52.571 (94,4%) | 58.599 (92,4%) |
| Афроамериканци    | 111 (0,2%)     | 217 (0,3%)     |
| Азијати           | 287 (0,5%)     | 354 (0,6%)     |
| Хиспаноамериканци | 843 (1,5%)     | 1.582 (2,5%)   |
| Укупно            | 55.716         | 63.395         |